# Super Collider
Pour les articles homonymes, voir Super collider (homonymie).
Albums de Megadeth
Thirteen
(2011) Dystopia
(2016)
Singles
1. Super Collider
Sortie : 23 avril 2013

Super Collider est le 14e album studio de Megadeth sorti le 4 juin 2013.
Il s'agit du premier album de Megadeth à être publié par le propre label de Dave Mustaine, Tradecraft. L'album marque également le maintien des membres du groupe par rapport au précédent album depuis Cryptic Writings, paru en 1997.

## Album

### Production et enregistrement
La préproduction du quatorzième album de Megadeth a débuté fin août 2012 et le producteur Johnny K, qui s'est déjà occupé du précèdent album de Megadeth, Thirteen, s'occupe également du nouvel album: « Johnny K arrive demain pour démarrer la préproduction de notre nouveau disque. Ce devrait être un disque très intéressant. », Dave Mustaine,.
« Être dans cette position en ce moment, ne sachant pas où on va aller ou ce que nous allons faire, c'est un peu comme nôtre monde de faire ce que nous voulons. Allons-nous revenir aux racines du speed et du thrash metal qui nous ont fait ce que nous sommes? Allons-nous expérimenter et compter sur la mélodie que nous avons découverte dans les chansons de Megadeth ? »
Mustaine évoqua aussi la musique du groupe, qui conserve un son plus mélodique que la plupart des groupes de thrash metal:
« Nous avons essayé de le faire dans Megadeth, avoir une petite mélodie pour que ce ne soit pas exactement la même musique de grincement comme tout le monde a. Nous sommes tout simplement heureux d'aller de l'avant et de se rendre au studio. »
Le 27 octobre 2012, Dave Mustaine a révélé que le groupe avait l'intention d'entrer en studio pour commencer le nouvel enregistrement dans la première semaine du mois de novembre 2012.
Lors d'une interview donnée par Atlantic City Insiders, avant la prestation du groupe au House of Blues Entertainment le 16 novembre 2012, le batteur Shawn Drover a déclaré que l'enregistrement du nouvel album ne débuterait pas avant le début 2013. Drover a déclaré également que l'album pourrait sortir vers l'été 2013, plutôt qu'une tentative de sortie prévue par Mustaine à la fin du printemps 2013. Megadeth a enregistré trois chansons au 24 décembre. Mustaine poste une image le 26 décembre 2012 via Twitter, inspiré par Jésus-Christ et l'acteur américain Clint Eastwood, les paroles sont posées à côté d'une image issue du film Josey Wales hors-la-loi ainsi qu'un crucifix posé en dessous. La chanson est intitulée Forget to Remember. Au 24 décembre 2012, Mustaine annonce que trois nouvelles chansons ont été pistées et presque achevées.
Le 28 janvier 2013, Mustaine annonce que le groupe a terminé l'enregistrement de 11 des 13 chansons que le groupe envisage de publier pour l'album. Mustaine ajoute également que le groupe a établi une bonne relation avec une nouvelle maison de disques. Super Collider est révélé 12 février 2013 comme étant le titre de l'album ainsi que le nouveau label du groupe, Tradecraft, appartenant à Dave Mustaine,. Le 11 mars, le trompettiste Bob Findley enregistre avec Megadeth une chanson intitulée A House Divided pour Super Collider, qui avait déjà auparavant enregistré le titre Silent Scorn extrait de l'album The World Needs a Hero.
L'enregistrement de l'album s'achève le 13 mars 2013 passant à l'étape du mixage final du disque. Mustaine ajoute sur son compte Twitter que l'album contient treize titres. Mustaine écrit sur son compte le 1er avril via Facebook que le chanteur du groupe Disturbed David Draiman, a été invité sur les titres Forget to Remember et Dance in the Rain pour enregistrer les chants,. La couverture de l'album est dévoilée le 10 avril 2013 accompagnée d'un extrait d'une chanson intitulée Don't Turn Your Back. La couverture représente une partie du Large Hadron Collider du CERN. La mascotte du groupe Vic Rattlehead y est reflétée faiblement dans le centre du collisionneur.

### Thèmes abordés
Les paroles des titres de Super Collider sont basées sur des « expériences de la vie » selon Mustaine et des choses que lui et le reste du groupe avaient vues aux nouvelles. Le groupe dévoile le premier titre le 26 décembre 2012, Forget to Remember. Mustaine précise les thèmes de certaines chansons, notant que Forget to Remember a été écrite intentionnellement de manière ambiguë, qui pourrait s'agir d'une personne qui tente d'oublier une relation ou une personne qui souffre de la maladie d'Alzheimer et ne peut pas se souvenir. Il compare également le concept derrière la chanson du film de Nick Cassavetes, N'oublie jamais.
Pour la chanson titre (Super Collider), Mustaine note qu'elle a puisé l'inspiration provenant des collisionneurs de particules et la recherche « de la particule de Dieu », la signification lyrique y est moins scientifique. La chanson The Blackest Crow a été décrite comme ayant une influence méridionale, un bottleneck a été utilisé pour ce titre. King Maker est une chanson qui traite des abus analgésiques et de la dépendance.

## Liste des titres

### Édition originale
Toutes les paroles sont écrites par Dave Mustaine, sauf The Beginning of Sorrow par Mustaine et David Ellefson & Cold Sweat par Phil Lynott et John Sykes.
| No  | Titre                                       | Musique                                        | Guitare solo                                 | Durée |
| --- | ------------------------------------------- | ---------------------------------------------- | -------------------------------------------- | ----- |
| 1.  | Kingmaker                                   | Dave Mustaine, David Ellefson                  | Dave Mustaine & Chris Broderick              | 4:17  |
| 2.  | Super Collider                              | Dave Mustaine                                  | Dave Mustaine                                | 4:11  |
| 3.  | Burn!                                       | Dave Mustaine                                  | Dave Mustaine                                | 4:11  |
| 4.  | Built for War                               | Dave Mustaine, Chris Broderick, Shawn Drover   | Chris Broderick                              | 3:57  |
| 5.  | Off the Edge                                | Dave Mustaine                                  | Dave Mustaine & Chris Broderick              | 4:11  |
| 6.  | Dance in the Rain (featuring David Draiman) | Dave Mustaine                                  | Dave Mustaine & Chris Broderick              | 4:45  |
| 7.  | The Beginning of Sorrow                     | Dave Mustaine, Chris Broderick, David Ellefson | Dave Mustaine & Chris Broderick (acoustique) | 3:51  |
| 8.  | The Blackest Crow                           | Dave Mustaine                                  | Dave Mustaine                                | 4:27  |
| 9.  | Forget to Remember                          | Dave Mustaine                                  | Dave Mustaine & Chris Broderick              | 4:28  |
| 10. | Don't Turn Your Back...                     | Dave Mustaine                                  | Dave Mustaine & Chris Broderick              | 3:47  |
| 11. | Cold Sweat                                  | Phil Lynott, John Sykes                        |                                              | 3:10  |

### Édition Japonaise
L'édition japonaise comporte trois pistes bonus dont une enregistrée en live le 7 décembre 2012.
| No  | Titre                          | Paroles                                   | Musique                       | Durée |
| --- | ------------------------------ | ----------------------------------------- | ----------------------------- | ----- |
| 12. | All I Want                     | Dave Mustaine                             | Dave Mustaine                 | 2:53  |
| 13. | A House Divided                | Dave Mustaine, Johnny K                   | Dave Mustaine                 | 4:04  |
| 14. | Countdown to Extinction (live) | Dave Mustaine, David Ellefson, Nick Menza | Dave Mustaine, Marty Friedman | 4:13  |

## Crédits

### Composition du groupe
- Dave Mustaine - chants, guitare rythmique & solo, guitare slide sur The Blackest Crow
- David Ellefson - basse
- Chris Broderick - guitare rythmique & solo
- Shawn Drover - batterie

### Musiciens supplémentaires
- David Draiman - chants sur Dance in the Rain
- Bob Findley - trompette sur A House Divided
- Yao Zhao - violoncelle sur Dance in the Rain
- Tom Cunningham - fiddle sur Dance in the Rain et The Blackest Crow
- Brian Costello, Sean Costello et Mary Kate Peterson - cornemuse sur Built for War
- Electra Mustaine - chœurs sur Forget to Remember et Beginning of Sorrow
- Sarah Phelps - chœurs Beginning of Sorrow

### Équipe technique
- Johnny K - producteur
- Dave Mustaine - coproducteur
- Barry Ehrmann - producteur (Countdown to Extinction live)
- Cameron Webb - ingénieur du son
- Ted Jensen - mastering

## Charts
| Pays                    | Charts                      | Meilleure position | Nombre de semaines | Réf      |
| ----------------------- | --------------------------- | ------------------ | ------------------ | -------- |
| Allemagne               | Media Control Charts        | 24                 | 1                  | [ C 1 ]  |
| Australie               | ARIA Charts                 | 28                 | 2                  | [ C 2 ]  |
| Autriche                | Ö3 Austria Top 40           | 26                 | 2                  | [ C 3 ]  |
| Belgique néerlandophone | Ultratop 50                 | 65                 | 5                  | [ C 4 ]  |
| Belgique francophone    | Ultratop 40                 | 58                 | 5                  | [ C 5 ]  |
| Danemark                | Tracklisten                 | 22                 | 1                  | [ C 6 ]  |
| Espagne                 | Promusicae                  | 35                 | 3                  | [ C 7 ]  |
| États-Unis              | Billboard 200               | 6                  | 6                  | [ C 8 ]  |
| Finlande                | Suomen virallinen lista     | 4                  | 5                  | [ C 9 ]  |
| France                  | SNEP                        | 43                 | 3                  | [ C 10 ] |
| Japon                   | Oricon                      | 14                 | 7                  | [ C 11 ] |
| Norvège                 | VG-lista                    | 7                  | 2                  | [ C 12 ] |
| Nouvelle-Zélande        | RIANZ                       | 28                 | 1                  | [ C 13 ] |
| Royaume-Uni             | The Official Charts Company | 22                 | 1                  | [ C 14 ] |
| Suède                   | Sverigetopplistan           | 15                 | 2                  | [ C 15 ] |
| Suisse                  | Swiss Music Charts          | 21                 | 3                  | [ C 16 ] |

### Charts iTunes
| Pays        | Meilleure position | Nombre de journées | Réf     |
| ----------- | ------------------ | ------------------ | ------- |
| Allemagne   | 59                 | 3                  | [ I 1 ] |
| Australie   | 60                 | 4                  | [ I 2 ] |
| Canada      | 12                 | 11                 | [ I 3 ] |
| Espagne     | 32                 | 5                  | [ I 4 ] |
| États-Unis  | 13                 | 8                  | [ I 5 ] |
| France      | 62                 | 4                  | [ I 6 ] |
| Italie      | 84                 | 2                  | [ I 4 ] |
| Royaume-Uni | 55                 | 4                  | [ I 7 ] |